# Pseudotrigonidium grigoriji
Pseudotrigonidium grigoriji is een rechtvleugelig insect uit de familie krekels (Gryllidae). De wetenschappelijke naam van deze soort is voor het eerst geldig gepubliceerd in 2011 door Gorochov.